# کوهین (کبودرآهنگ)
کوهین (کبودرآهنگ)، روستایی از توابع بخش مرکزی شهرستان کبودرآهنگ در استان همدان ایران است. روستای کوهین از سمت شمال به روستای داس قلعه از شرق به روستای آقداش از جنوب به روستای ولی محمد و از غرب به روستای قزلجه مشرف می‌باشد.
جوانان کوهین در سال1401یک مرکز نیکوکاری به نام جوانان کوهین تاسیس کردند
از امکانات این روستا میشود به دارا بودن:چهار مدرسه دخترانه و پسرانه در مقطع اول و دوم ،درمانگاه وخانه بهداشت،پاسگاه نیروی انتظامی،ایستگاه آتش نشانی و اورژانس اشاره کرد
کوهین دارای مسجدی است که در منطقه کبودرآهنگ در بزرگی و عظمت بی همتاست مسجد صاحب الزمان کوهین با نمای گنبد و گلدسته در مرکز روستا قرار گرفته
انگور این روستا در شهرستان کبودرآهنگ از اعتبار خاصی برخوردار است چراکه کوهین را با انگور های بی مثالش میشناسند
امین‌الله رضایی ، پدر نقاشی سورئال ایران و علی اصغر عزتی پاک از نویسندگان بنام ایران و علی زمانی مدیرعامل شرکت دایان گستر فرجاد در این روستا به دنیا آمده است. #مجتبی_تاروردی از نخبگان استان همدان در جشنواره جوان سال 1403که در بخش اجتماعی و خیریه حائز کسب رتبه ای برتر شد از جوانان این روستا است 

## جمعیت
این روستا در دهستان کوهین قرار دارد و براساس سرشماری مرکز آمار ایران در سال ۱۳۹۵، جمعیت آن ۱۹۴۷ نفر (۵۶۱ خانوار) بوده‌است.